# Bośnia i Hercegowina na Mistrzostwach Świata w Lekkoatletyce 2015
Bośnia i Hercegowina na Mistrzostwach Świata w Lekkoatletyce 2015 – reprezentacja Bośni i Hercegowiny podczas mistrzostw świata w Moskwie liczyła 3 zawodników. Jedyny medal dla tego kraju zdobył biegacz na 800 metrów Amel Tuka.

## Występy reprezentantów Bośni i Hercegowiny

### Konkurencje biegowe
| Konkurencja   | Zawodnik  | Runda 1  | Runda 1 | Półfinał | Półfinał | Finał    | Finał   |
| Konkurencja   | Zawodnik  | Rezultat | Pozycja | Rezultat | Pozycja  | Rezultat | Pozycja |
| ------------- | --------- | -------- | ------- | -------- | -------- | -------- | ------- |
| Bieg na 800 m | Amel Tuka | 1:46,12  | 5. Q    | 1:44,84  | 1. Q     | 1:46,30  | brąz    |

### Konkurencje techniczne
| Konkurencja             | Zawodnik    | Eliminacje | Eliminacje | Finał    | Finał   |
| Konkurencja             | Zawodnik    | Rezultat   | Pozycja    | Rezultat | Pozycja |
| ----------------------- | ----------- | ---------- | ---------- | -------- | ------- |
| Pchnięcie kulą mężczyzn | Hamza Alić  | 18,62      | 28.        | NQ       | NQ      |
| Pchnięcie kulą mężczyzn | Kemal Mešić | DNS        | DNS        | DNS      | DNS     |